# 荷稲駅
荷稲駅（かいなえき）は、高知県幡多郡黒潮町荷稲にある、土佐くろしお鉄道（TKT）中村線の駅である。駅番号はTK28。

## 歴史
- 1963年（昭和38年）12月18日：国鉄中村線窪川駅 - 土佐佐賀駅間開通時に開設[2][3]。旅客のみ取扱う無人駅[4]。
- 1987年（昭和62年）4月1日：国鉄分割民営化に伴い、JR四国の駅となる[2]。
- 1988年（昭和63年）4月1日：中村線が第三セクター土佐くろしお鉄道へ転換、同社の駅となる[2]。

## 駅構造
単式ホーム1面1線を有する地上駅。

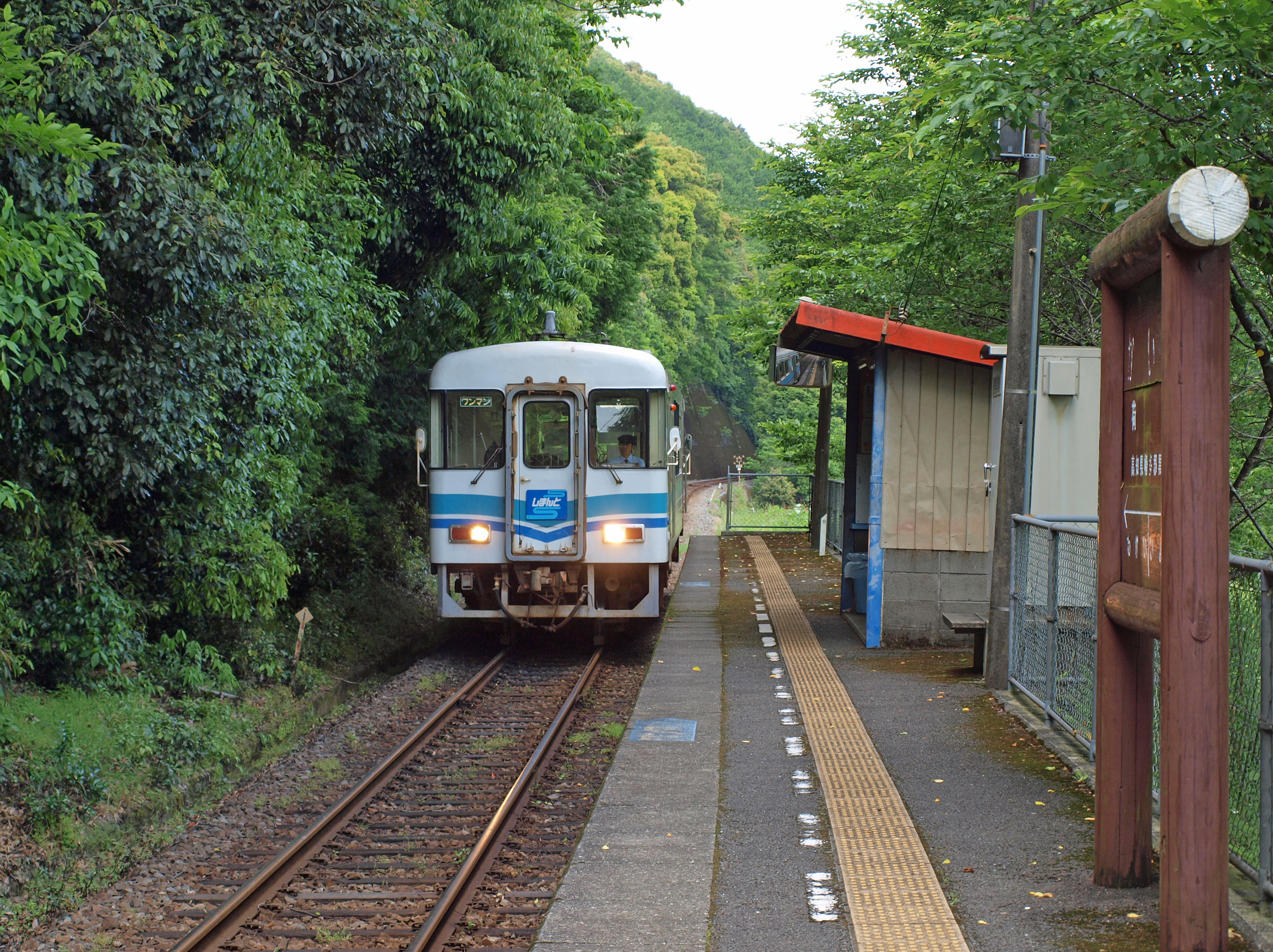
停車中のTKT-8000形気動車

無人駅。駅舎は無く、待合室・トイレ・駐輪場が設置されている。

## 利用状況
| 1日乗降人員推移 | 1日乗降人員推移 |
| 年度            | 1日平均人数     |
| --------------- | --------------- |
| 2011年          | 31              |
| 2012年          | 22              |
| 2013年          | 22              |
| 2014年          | 23              |
| 2015年          | 23              |

## 駅周辺
黒潮町山奥に位置する。駅前に店舗等は無い。
- 国道56号（中村街道）
- 高知県道329号秋丸佐賀線
- 荷稲郵便局（徒歩6分）
- 拳ノ川（ホタル生息地）
- 黒潮町立拳ノ川小学校
- 拳の川保育所
- 黒潮町佐賀総合支所健康対策課
- 土佐佐賀温泉こぶしのさと（旧・ニュー佐賀温泉ホテル。徒歩20分）
- 窪川佐賀道路黒潮拳ノ川IC
- 土佐くろしお鉄道ループ線

## 隣の駅
土佐くろしお鉄道
■中村線
若井駅 (TK27) - （川奥信号場） - 荷稲駅 (TK28) - 伊与喜駅 (TK29)